# Don Winslow
Don Winslow (Nova York, 31 d'octubre de 1953) és un escriptor estatunidenc de novel·les de misteri i suspens. Va estudiar periodisme i història africana a la Universitat de Nebraska. A Sud-àfrica va treballar com a periodista i investigador a la Universitat de Ciutat del Cap i des de fa anys resideix a Julian, Califòrnia. Ha treballat de comediant, de detectiu privat, de guia d'un safari i de guionista de cinema i televisió. És autor de nombroses novel·les, traduïdes a desenes de llengües, algunes de les quals han estat portades al cinema.

## Obres

### Novel·les
Sèrie Neal Carey
- 1991: A Cool Breeze on the Underground
- 1992: The Trail to Buddha's Mirror
- 1993: Way Down on the High Lonely
- 1994: A Long Walk Up the Water Slide
- 1996: While Drowning in the Desert

Sèrie The Cartel
- 2005: The Power of the Dog
- 2015: The Cartel, Premi RBA de Novel·la Policíaca[4]
- 2019: The Border

Sèrie Boone Daniels
- 2008: The Dawn Patrol
- 2009: The Gentlemen's Hour

Sèrie Savages
- 2010: Savages
- 2012: The Kings of Cool

Sèrie Frank Decker
- 2014: Missing. New York
- 2016: Missing. Germany

Novel·les independents
- 1996: Isle of Joy
- 1997: The Death and Life of Bobby Z
- 1999: California Fire and Life
- 2006: The Winter of Frankie Machine
- 2011: Satori
- 2014: Vengeance
- 2017: The Force

### Guions
- 2004: Alexander Hamilton: In Worlds Unknown

### No ficció
- 2004: Looking for a Hero